# Dedemsvaart (canal)
El Dedemsvaart és un canal entre la ciutat de Hasselt i el riu Vecht, prop de Gramsbergen. Va ser anomenat en honor del baró Van Dedem, que va ordenar la creació del canal, que fa 40 km, per transportar torbera.
Les obres d'excavació del Dedemsvaart van començar el 9 de juliol del 1809 i el 1811 ja havien arribat al poble de Balkbrug. Els primers anys, el canal no va treure gaire beneficis i finalment va ser nacionalitzat l'1 de gener del 1826. Després d'uns anys, el baró Van Dedem va aconseguir recuperar el control del projecte i el canal va ser ampliat. El 1845, els problemes financers van ser tan grans que la província d'Overijssel va assumir el projecte i el va gestionar fins al rebliment del canal.
El 1854, el Dedemsvaart va arribar al riu Vecht, a l'altura del poble d'Ane, cosa que va resultar en una connexió més curta entre Gramsbergen i Hasselt. El canal tenia vuit rescloses.
Després de la Segona Guerra Mundial, el canal va perdre importància en el transport naval. A la dècada del 1960, bona part del canal va ser reblida i s'hi van construir carreteres. Una part de la carretera provincial N377 segueix la ruta del canal. La secció entre Hasselt i Nieuwleusen i parts del canal a les ciutats de Dedemsvaart i Lutten encara perduren.